# 57e régiment d'infanterie territoriale
Le 57e régiment d'infanterie territorial est un régiment d'infanterie de l'armée de terre française qui a participé à la Première Guerre mondiale.

## Création et différentes dénominations
Le régiment reçoit son numéro par décret du 19 mars 1875, en prévision de la mobilisation.

## Chefs de corps
- 1914 au 9 avril 1915 : lieutenant-colonel Lambert
- 9 avril 1915 au 25 septembre 1917 : lieutenant-colonel Le Porquier de Vaux

## Drapeau
Il ne porte aucune inscription.

## Historique des garnisons, combats et batailles du57eRIT

### Première Guerre mondiale
Garnison : Auxonne (Côte-d'Or)
Affectations : Constitution : 3 bataillons constitués de 4 compagnies

#### 1914
Alsace

#### 1915
Bataille de l’Hartmannswillerkopf, en Alsace.

## Personnages célèbres ayant servi au57eRIT
- Albert Melan, grand capitaine d'infanterie pendant la Première Guerre mondiale.